# Олівера Маркович
Олівера Маркович (серб. Оливера Марковић, 3 травня 1925 — 2 липня 2011) — югославська та сербська акторка.

## Вибіркова фільмографія
- «В горах Югославії» (1946)
- «Козара» (1962)
- «Балканський експрес» (1983)
- «Вуковар: Одна історія» (1994)

1. 1 2  Filmportal.de — 2005.
2. ↑  http://www.blic.rs/Kultura/Vesti/263528/Preminula-glumica-Olivera-Markovic